# Ardengo Trotti
Ardengo Trotti, ou Ardingo Foraboschi, est un professeur de théologie à l'université de Paris appelé magister Ardengus dans quatre chartes du cartulaire de l'église Notre-Dame de Paris, évêque de Florence du 7 mars 1231 au 23 mai 1247, né à Pavie et mort à Florence en mai 1247.

## Biographie
Son nom de famille montre qu'il devait être de Pavie. Il a été un juriste distingué. Il était apprécié du pape Grégoire IX qui lui a adressé deux lettres, en date du 21 juillet 1227 et du 18 avril 1231. Des chartes d'avril 1228, 14 janvier 1229, du 14 juin 1229 et en 1232 le nomment magister Ardengus, canonicus Papiensis, Parisius commorans. Elles permettent de savoir qu'il est chanoine de Pavie et maître de l'université de Paris, probablement régent de théologie au cours des années 1227-1230. 
Le pape Grégoire IX l'a nommé évêque de Florence et administrateur du diocèse de Lucques, qui était temporairement sans son propre évêque.
Il a réformé le clergé florentin, a donné naissance aux premières sociétés laïques et a approuvé et soutenu la fondation de l'Ordre des Servites de Marie. Il a lutté contre le mouvement des patarini. En 1230, il a vérifié et béni le miracle eucharistique de l'église Saint-Ambroise de Florence.
Il a été bienveillant et charitable envers les pauvres (Code diplomatique de l'art des marchands, mars 1242), et défendait les biens épiscopaux contre les abus (Code Bullettone).
Il a consacré l'église Santi Simone e Giuda (Saint-Simon-et-Jude) de Florence en 1247.

## Manuscrits
- Extractiones Summae Magistri Guillelmi Autissiodorensis, à Magistro Ardenco papiensi compilatæ (Abrégé de la Somme théologique de Guillaume d'Auxerre), cité dans Histoire littéraire de la France, tome 18, p. 120-121 (lire en ligne)

## Source
- (it) Cet article est partiellement ou en totalité issu de l’article de Wikipédia en italien intitulé « Ardengo Trotti » (voir la liste des auteurs).